# Manhattan Valley

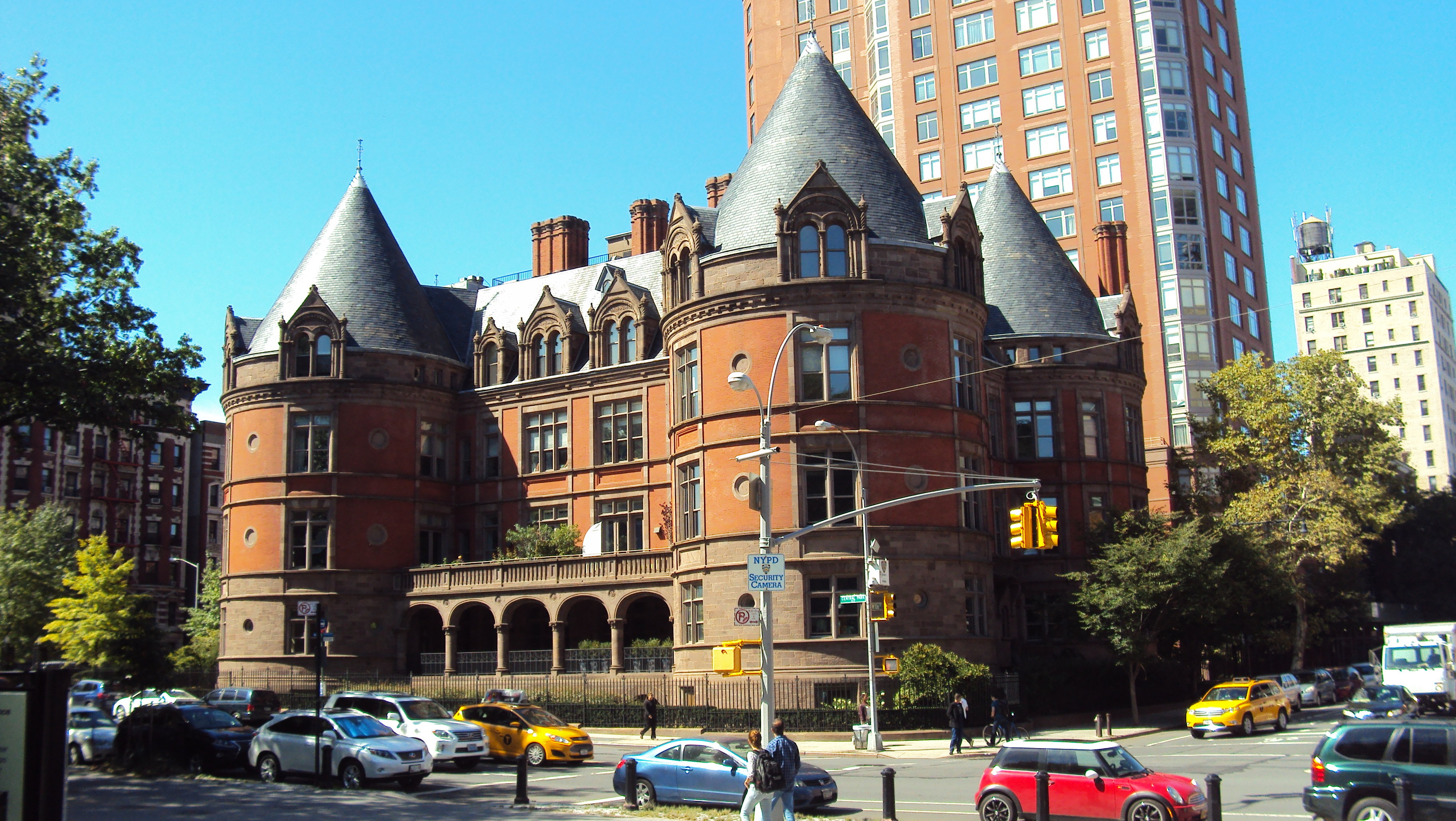
Das ehemalige New York Cancer Hospital (jetzt Eigentumswohnungen) am Central Park West & 106th Street, gelistet im National Register of Historic Places.

Manhattan Valley ist ein Viertel der Upper West Side im New Yorker Stadtbezirk Manhattan. Früher hieß diese Gegend „Bloomingdale District“ – eine Bezeichnung, die immer noch für das Gebiet westlich des Broadways verwendet wird.

## Lage und Bebauung
Manhattan Valley wird von der West 110th Street im Norden, Central Park West im Osten, der West 96th Street im Süden und Broadway im Westen begrenzt.
Manche Quellen sind der Auffassung, dass die Südgrenze des Manhattan Valley die West 100th Street sei, aber aufgrund der geografischen Besonderheit der 96th Straße und auch nach Auffassung der dort lebenden Menschen, ist die 96th Street die südliche Grenze: Sie ist eine wichtige Durchgangsstraße, die durch ein natürliches Tal verläuft und Anschluss an eine Durchgangsstraße des Central Parks hat.
Broadway und Central Park West sind stark befahrene Durchgangsstraßen des Viertels, die in nord-südlicher Richtung verlaufen. Weitere Straßen in nord-südlicher Ausrichtung sind die Amsterdam Avenue, Columbus Avenue und die Manhattan Avenue. Die ersten beiden verlaufen durch die gesamte Upper West Side und auch darüber hinaus. Die Manhattan Avenue beginnt an der 100th Street und setzt sich nach Norden in Richtung Harlem fort.
Auf einigen größeren Teilen von Manhattan Valleys Westseite befinden sich größere Wohnsiedlungen, die das herkömmliche Straßenraster Manhattans aufbrechen. So befindet sich von der West 100th Street bis zur West 97th Street, zwischen Central Park West und Amsterdam Avenue eine Wohnsiedlung mit dem Titel „Park West Village“. Nördlich davon liegt zwischen der West 100th Street, West 104th Street, Amsterdam Avenue und Manhattan Avenue eine weitere große Wohnsiedlung: „Frederick Douglass Houses“. Durch beide Siedlungen führt die Columbus Avenue, doch nicht alle Querstraßen führen durch diese Siedlungen. Nordöstlich, zwischen Cathedral Parkway (= 110th West), Manhattan Ave, 109th West und Central Park West liegt „Tower In A Park“.

## Geografie

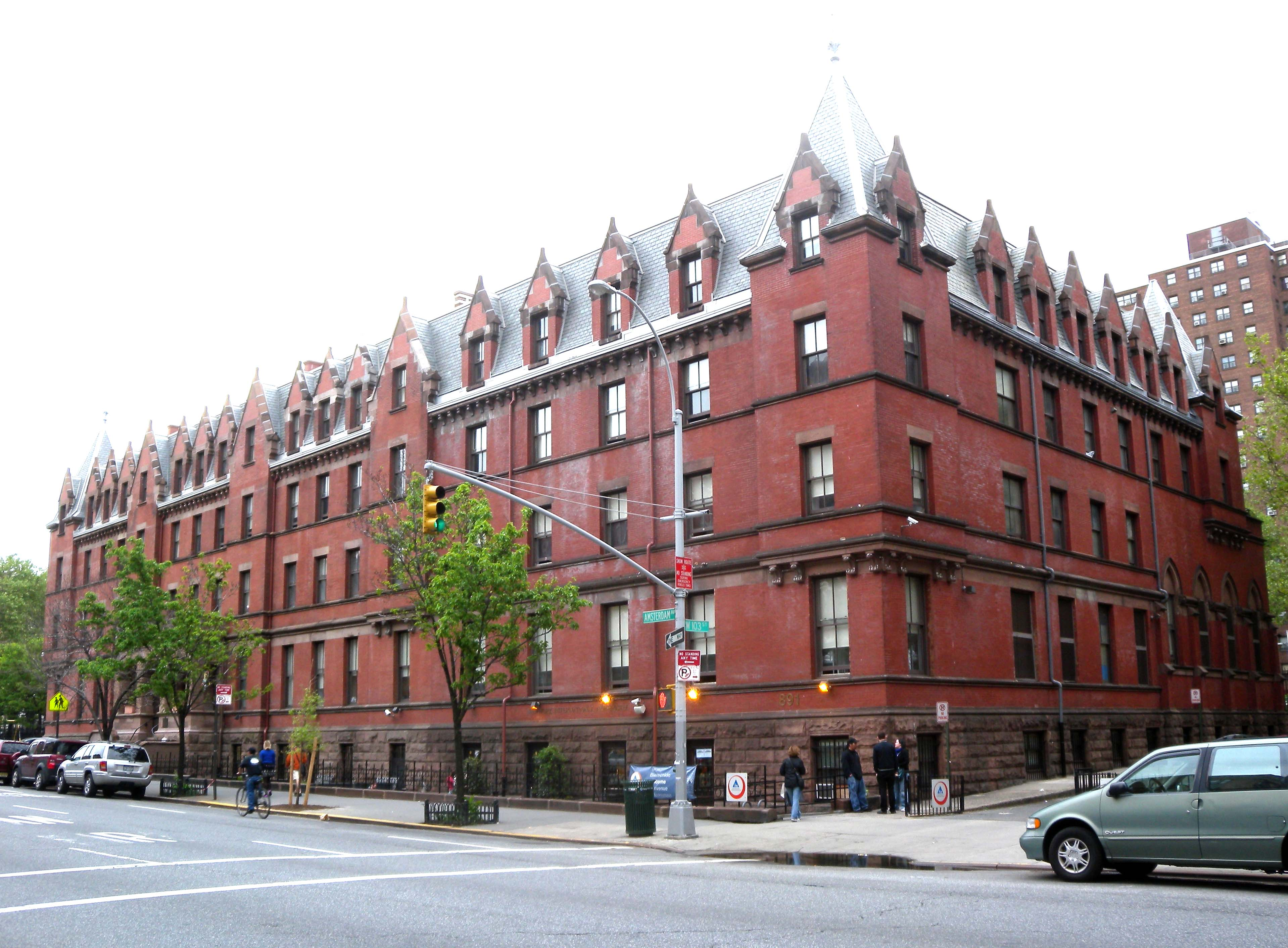
Das Gebäude der American Youth Hostels (Amsterdam Avenue/103th Street), war früher das Association Residence Nursing Home.

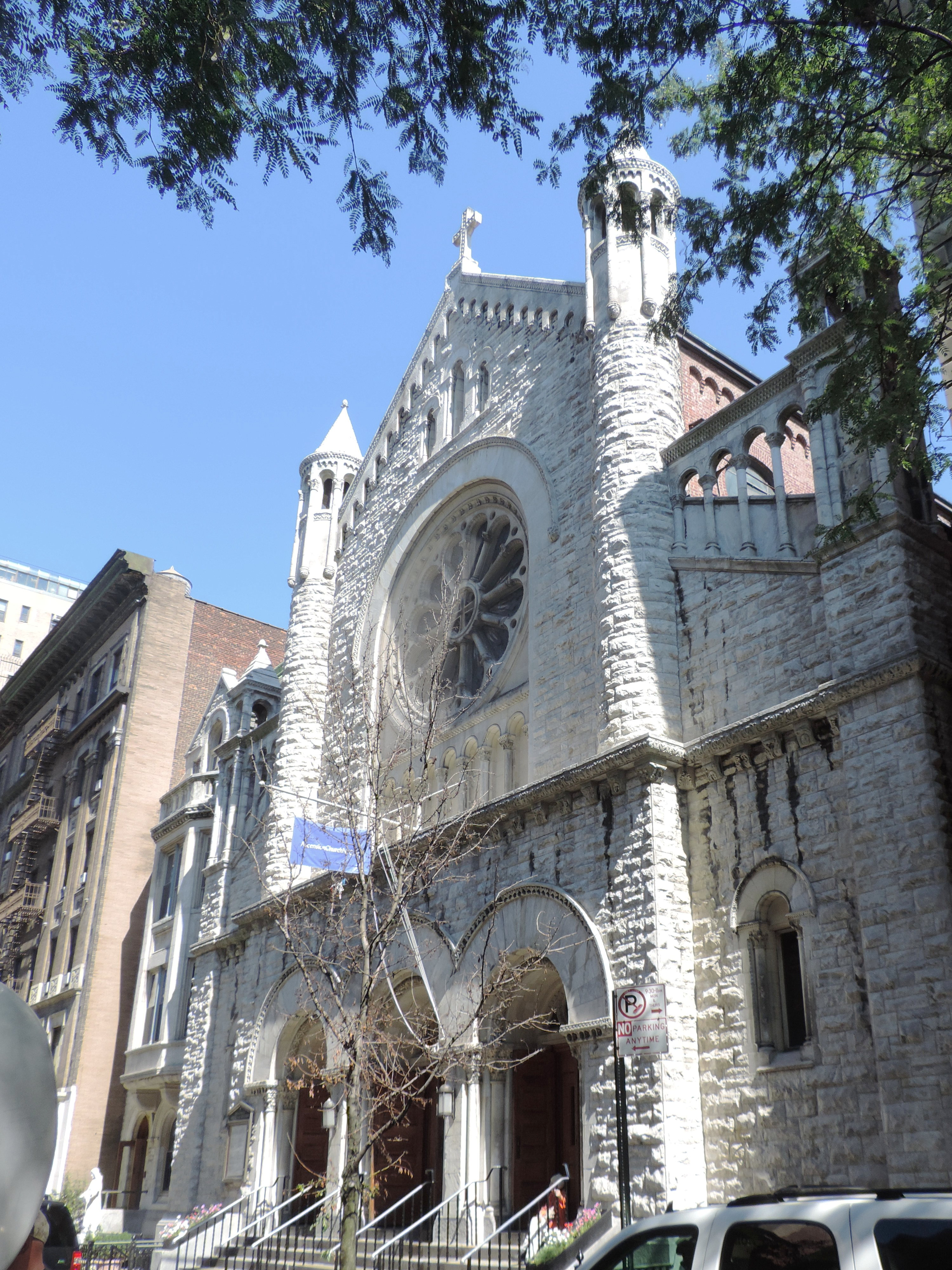
Church of the Ascension (107th Street)

In Manhattan Valley befindet sich eine natürliche Senke, die in ost-westlicher Richtung durch Manhattan verläuft. Ihr Ausgangspunkt ist eine steinige Anhöhe am westlichen Central Park. Von hier aus fällt sie rasch ab und verläuft in westlicher Richtung als Tal. Eigentlich handelt es sich hierbei um ein ehemaliges Flussbett, denn einst war hier ein kleiner Fluss, der ungefähr auf Gebiet des heutigen Harlem Meer entsprang und dem Hudson River zufloss.

## Geschichte

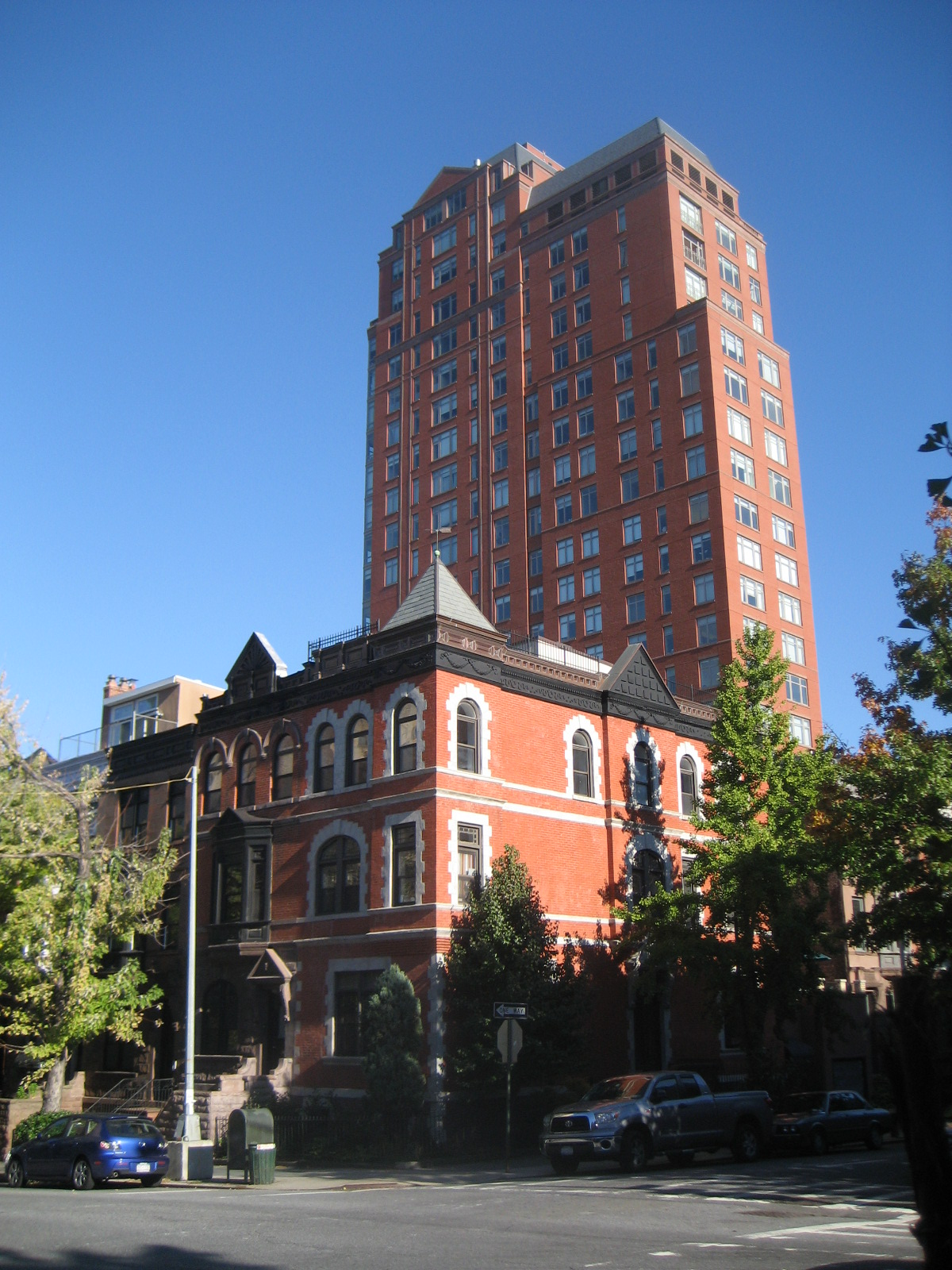
Manhattan Avenue Historic District

Manhattan Valley war ursprünglich Teil des „Bloomingdale District“. Die ersten Bauten, die in den 1870er und 1880er Jahren in diesem Viertel entstanden, waren Fürsorgeeinrichtungen für kranke bzw. alte Menschen – z. B. das Hebrew Home for the Aged, das Catholic Old Age Home, das Home for Aged Indigent Respectable Females ebenso wie das Towers Nursing Home, das 1884 als Krebskrankenhaus von John Jacob Astor III. errichtet wurde. Zusammen mit der Lion Brewery waren dies die ersten Gebäude.
Ende des 19. Jahrhunderts und Anfang des 20. Jahrhunderts wurde das Viertel mit Wohnhäusern bebaut, nachdem 1870 die IRT Ninth Avenue Line und 1904 die Broadway-Seventh Avenue Line Uptown Manhattan an den öffentlichen Nahverkehr anschlossen.
Als 1895 die Columbia University den Grund und die Gebäude des Bloomingdale Lunatic Asylum in Upper Manhattan für 2 Millionen Dollar erwarb und zugleich die Broadway-Seventh Avenue Line dieses Gebiet an den Rest Manhattans anschloss, wurde das Viertel insgesamt aufgewertet. Von den Gebäuden der früheren psychiatrischen Anstalt wurden bis auf sechs alle abgerissen. Heute steht jedoch nur noch das ehemalige Verwaltungsgebäude des Bloomingdale Lunatic Asylum. Es heißt „Buell Hall“ und ist das älteste Gebäude auf dem Campus der Columbia University. Derzeit dient es als das französische Kulturhaus des Colleges.
In Manhattan Valley ließen sich von den 1930er bis in die 1950er Jahre zumeist irische und deutsche Einwanderer nieder. In den 1950er Jahren zogen viele Einwanderer aus Puerto Rico in die Upper West Side. Die bisherigen Bewohner zogen zunehmend in die Vororte.
Das Viertel verfiel in den 1950er und 1960er Jahren, zu einer Zeit als ganz Manhattan einen allgemeinen städtischen Niedergang erlebte. Im Rahmen von Robert Moses’ Stadterneuerungsprogramm wurden schließlich einige Blocks von Manhattan Valley abgerissen, um an derselben Stelle die Frederick-Douglass-Houses-Siedlung zu errichten. Die ausufernde Bestechung und Korruption, die in Verbindung mit diesem Projekt stattfand, überschattete deren Einweihung und brachten dem Viertel einen schlechten Ruf. Die damit verbundene öffentliche Debatte trug deutlich zu Moses’ Machtverlust und Amtsenthebung bei. Es folgten zwei schwierige Jahrzehnte, die die Weiterentwicklung des Viertels zum Erliegen brachte.
Mit dem Wall Street Boom der frühen 1980er Jahre erholte sich Manhattan innerhalb kurzer Zeit. Über 70 Jahre nach der Schließung des Bloomingdale Lunatic Asylum geriet schließlich der Name „Bloomingdale District“, der sich auf die frühere Anstalt in diesem Viertel bezog, zunehmend in Vergessenheit und der Name Manhattan Valley setzte sich bei den Bewohnern und Brokern schließlich durch.
Der neue Name und der Aufstieg des Viertels hängen eng mit der 1968 gegründeten gemeinnützigen Manhattan Valley Development Corporation zusammen, die sich von anderen Stadtteilentwicklungsinstitutionen unterschied, indem sie lieber die Renovierung von Altbauten vorantrieb als deren Abriss oder indem sie kleine Läden und Betriebe förderte als Fremdfirmen, die die Geringverdiener dieses „Minderheiten-Viertels“ ausgenutzt hätten.
Die schwankenden Immobilienpreise der späten 1980er und frühen 1990er Jahre sowie das Aufkommen der Droge Crack und die Präsenz von Drogendealern im Viertel brachten neue Investitionen zum Erliegen. Auch das Nachtleben in dieser Gegend ließ aufgrund der steigenden Kriminalitätsrate nach.
Dennoch setzte sich nach dieser Phase die in den 1980er Jahren begonnene Gentrifizierung des Manhattan Valley fort. Diese ging einerseits im Süden von der Upper West Side aus, die immer teurer wurde und andererseits auch vom Norden, da rund um die Columbia University in Morningside Heights für Studenten die Mietpreise immer unerschwinglicher wurden.
Diese Entwicklung überschnitt sich mit der Gründung des Columbus/Amsterdam Business Improvement District in den späten 1990er Jahren, der die Ansiedlung und Präsenz von Läden und Betrieben entlang der wichtigsten Durchgangsstraßen Columbus Avenue und Amsterdam Avenue vorantrieb und der den Bewohnern vor Ort unternehmerische Möglichkeiten erschloss.
Während sich am Broadway die meisten Läden befinden, hat sich in diesem Viertel die Amsterdam Avenue zum größten Herausforderer des Broadways in Bezug auf das Nachleben gemausert. Hier befinden sich inzwischen sechs Bars auf einer Strecke von zwei Blocks zwischen der West 110th Street und West 108th Street. Hinzu kommt hier die Ding-Dong Lounge auf Columbus Avenue. Diese Renaissance des Nachtlebens hängt eng mit der Ansiedlung von Studierenden der Columbia University und des Barnard College zusammen, denen die Wohnungen in Morningside Heights langsam zu teuer werden.
Noch immer sind die Immobilienpreise in dieser Gegend um etwa 30 Prozent günstiger als in einem vergleichbaren Viertel der Upper West Side. Die Nähe des Viertels zum hochgeschätzten Central Park und die drei verschiedenen U-Bahnlinien machen dieses Viertel für junge Pendler attraktiv – vor allem seitdem 2006 die Immobilienpreise in New York dramatisch anstiegen.
Viele der alten Stadthäusern konnten dank der Manhattan Valley Development Corporation (MVDC) vor dem Abriss bewahrt werden – gerade östlich der Columbus Avenue, wo die Immobilienpreise am Höchsten sind.

## Sehenswürdigkeiten
- Frederick Douglass Circle, Ecke West 110th Street und Central Park West
- Towers Condominium "The Dakota of the North", Ecke West 105th Street und Central Park West
- Die frühere East River Savings Bank ist heute eine Apotheke und trägt den Namen "Aspirineum", Ecke West 96th Street und Amsterdam Avenue
- Church of the Ascension, West 107th Street zwischen Broadway und Amsterdam Avenue
- Straus Park, West 106th Street und Broadway

## Bevölkerung
Die Bevölkerungsdaten beziehen sich zum einen auf das gesamte Viertel inklusive Bloomingdale und zum anderen auf das eigentliche Manhattan Valley. Das Viertel ist überwiegend von Weißen (rund 50 %), Hispanics und Latinos bewohnt.
Nach dem Bericht des US Census von 2020 lebten in Manhattan Valley zusammen mit Bloomingdale 59.669 Menschen bei einer Einwohnerdichte von 52.804 pro km² (exklusive Riverside Park). Im Viertel lebten 29.287 (49,1 %) Weiße, 14.052 (23,5 %) Hispanics und Latinos, 7.018 (11,8 %) Afroamerikaner, 6.264 (10,5 %) Asiaten, 635 (1,1 %) aus anderen Ethnien und 2.413 (4 %) aus zwei oder mehr Ethnien.
Östlich vom Broadway hatte Manhattan Valley 40.753 Einwohner. Die Einwohnerdichte betrug 49.100 pro km². 2020 lebten hier 16.107 (39,5 %) Weiße, 12.054 (29,6 %) Hispanics und Latinos, 6.080 (14,9 %) Afroamerikaner, 4.509 (11,1 %) Asiaten, 425 (1 %) aus anderen Ethnien und 1.578 (3,9 %) aus zwei oder mehr Ethnien.
Mit Stand 2000 verfügten hier 55 % der Einwohner über ein sehr geringes Einkommen – etwa 13.854 $. Dies ist weniger als 50 % eines mittleren Familieneinkommens in diesem Viertel. So ist zu erklären, dass 20,67 % der Einwohner von Manhattan Valley auf Sozialleistungen angewiesen waren und 23 % auf Sozialhilfe. Wohlhabendere Familien leben westlich des Broadways und östlich von Manhattan Avenue.